# Fabio Leimer
Fabio Leimer (Rothrist, 17 aprile 1989) è un pilota automobilistico svizzero.

## Carriera

### Karting
Come molti piloti automobilistici, Leimer iniziò la sua carriera nel karting nel 2003, anno in cui vinse il Campionato Svizzero categoria Junior. Finì secondo nella stessa categoria l'anno successivo per poi finire secondo anche nel Campionato Svizzero Intercontinentale A (ICA) nel 2006.

### Formula BMW
Nel 2006 Leimer passò alle monoposto, correndo nella Formula BMW ADAC in Germania. Iniziò l'anno nel Team Rosberg, ma finì la stagione con la Matson Motorsport. Durante l'anno accumulò quattro punti e fu classificato 18º. Prese inoltre parte alle Finali Mondiali di Formula BMW tenutesi a Valencia, dove arrivò 19º.

### Formula Renault
L'anno seguente, Leimer passò alla Formula Renault, correndo sia nell'Eurocup Formula Renault 2.0 che nel campionato italiano per la Jenzer Motorsport.
Nella serie dell'Eurocup arrivò a punti in tre gare ed ottenne un giro veloce a Donington, concludendo la stagione al 17º posto.
In quella italiana Leimer segnò punti in undici gare su quattordici, arrivando due volte sul podio (a Spa-Francorchamps e a Valencia) classificandosi 11º in campionato.

### International Formula Master
Leimer partecipò al campionato 2008 di Formula Masters, di nuovo con Jenzer Motorsport. Dopo un convincente inizio di stagione, si classificò 2º alle spalle del vincitore Chris van der Drift, vincendo tre gare ad Estoril, ad Imola e a Monza oltre ad ottenere cinque altri piazzamenti sul podio. Aiutò così la Jenzer Motorsport ad arrivare terza nella classifica a squadre. Nella categoria di contorno, la Formula Master Italia, Leimer finì al 4º posto con una vittoria al Mugello con solo due gare disputate.
Nell'ottobre 2008 Leimer ottenne un test premio di tre giorni in Indy Lights con la Sam Schmidt Motorsports. Il test premio era originariamente destinato al pilota tedesco Michael Ammermüller, ma declinò l'offerta per ragioni personali.
Leimer proseguì in questa serie per il 2009, compagno di Pål Varhaug, il campione in carica del Campionato Italiano di Formula Renault 2.0. Tra le prime sei gare della stagione, vinse a Pau, Valencia, Brno, Brands Hatch e Spa-Francorchamps, giorno in cui la Formula Masters fu categoria di contorno per il Gran Premio del Belgio di Formula 1. Leimer poi vinse il titolo al settimo evento tenutosi a Oschersleben.

### GP2 Series
Come risultato del suo 2º posto nella Formula Masters 2008, nel novembre dello stesso anno Leimer prese parte a un test premio in GP2 con la squadra italiana Trident Racing al Paul Ricard, in Francia, ed un anno più tardi provò per la DAMS sulla stessa pista come premio per aver vinto il titolo di Formula Masters International.
Nell'ottobre 2009, Leimer testò per la squadra Ocean Racing Technology di Tiago Monteiro al Jerez e nello stesso mese fu confermato come pilota del team per la GP2 Asia Series 2009-2010, correndo anche contro colleghi provenienti dalla Formula Masters come Alexander Rossi e l'ex pilota di Formula 3 inglese Max Chilton. Leimer con il team anche nella stagione successiva, la 2010, e il suo compagno fu proprio Chilton. Alla prima gara dell'anno a Barcellona, Leimer finisce 8º nella gara lunga, per il risultato della quale parte poi in pole position per la gara sprint (a causa della regola della griglia invertita per i primi otto di gara-1) che va poi a vincere davanti al pilota della Rapax Luiz Razia. Successivamente, però, non riuscì a segnare nessun altro punto, limitandosi così ad ottenere il 19º posto nel campionato piloti.
Per il 2011, Leimer passò alla Rapax insieme a Julián Leal. Finì 5º nella GP2 Asia e ottenne la sua seconda vittoria in GP2. Come accadde l'anno precedente, la vittoria arrivò nella gara sprint di Barcellona, segnando nuovamente il giro più veloce della gara, anche se in quest'occasione ottenne la sua pole position dovuta ancora al ribaltamento della griglia grazie alla squalifica in gara-1 di Romain Grosjean. Un'altra manciata di punti sul tracciato brianzolo di Monza lo fecero salire sino al 14º posto in classifica. Vinse anche la gara lunga delle Finali GP2, gare non valide per il campionato tenutesi a Yas Marina.
Leimer passò alla Racing Engineering per il campionato 2012, dove venne affiancato dal francese Nathanaël Berthon. Nonostante non sia riuscito a vincere neanche una gara durante la stagione, migliorò la sua costanza, arrivando sei volte sul podio e finendo così 7º nel campionato piloti.
Anche nel campionato 2013 corse per la squadra spagnola, ma il suo compagno fu Julián Leal, con cui già aveva condiviso il box due anni prima. A Sepang vinse la gara lunga e finì sul podio la gara sprint, dimostrando di essere tra i favoriti per il titolo finale, e a Sakhir, nel Bahrein, ottenne un'altra vittoria nella gara lunga. Dopo alcune gare terminate fuori dalla zona punti, ritornò sul podio più di due mesi dopo, al Nürburgring (Germania) e all'Hungaroring (Ungheria), in entrambi i casi nella gara sprint, mentre tornò alla vittoria il 7 settembre a Monza nella gara lunga. Con il 4º posto ottenuto nella gara lunga sul circuito di Yas Marina ad Abu Dhabi, il 2 novembre conquistò il titolo GP2 2013.

### Formula 1
Nel novembre 2011 effettua nel corso dei rookie test in programma sul circuito di Abu Dhabi una giornata a bordo di una Sauber C30 dell'omonima scuderia elvetica. 
Il 27 giugno 2014 come premio per aver vinto il campionato di GP2 Series 2013 effettua un test sul Circuito Paul Ricard con il Lotus F1 Team testando una Lotus E20.
Il 3 giugno 2015 la Manor lo nomina terzo pilota e collaudatore. Leimer riesce a partecipare alle prime prove libere del Gran Premio d'Ungheria 2015, scegliendo come numero il 42.

## Risultati

### Sommario
| Anno    | Serie                         | Team                    | Gare | Vittorie | Pole | Gpv | Podi | Punti | Pos. |
| ------- | ----------------------------- | ----------------------- | ---- | -------- | ---- | --- | ---- | ----- | ---- |
| 2006    | Formula BMW ADAC              | Team Rosberg            | 18   | 0        | 0    | 0   | 0    | 4     | 18º  |
| 2006    | Formula BMW ADAC              | Matson Motorsport       | 18   | 0        | 0    | 0   | 0    | 4     | 18º  |
| 2007    | Eurocup Formula Renault 2.0   | Jenzer Motorsport       | 14   | 0        | 0    | 1   | 0    | 17    | 17º  |
| 2007    | Italian Formula Renault 2.0   | Jenzer Motorsport       | 14   | 0        | 0    | 0   | 2    | 161   | 11º  |
| 2008    | Formula Masters International | Jenzer Motorsport       | 16   | 3        | 1    | 3   | 8    | 79    | 2º   |
| 2008    | Formula Masters Italia        | Jenzer Motorsport       | 2    | 1        | 1    | 2   | 1    | 48    | 4º   |
| 2009    | Formula Masters International | Jenzer Motorsport       | 16   | 7        | 6    | 12  | 9    | 106   | 1º   |
| 2009–10 | GP2 Asia Series               | Ocean Racing Technology | 7    | 0        | 0    | 0   | 0    | 0     | 31º  |
| 2010    | GP2 Series                    | Ocean Racing Technology | 20   | 1        | 0    | 1   | 1    | 8     | 19º  |
| 2011    | GP2 Series                    | Rapax                   | 18   | 1        | 0    | 1   | 2    | 15    | 14º  |
| 2011    | GP2 Asia Series               | Rapax                   | 4    | 0        | 0    | 0   | 1    | 9     | 5º   |
| 2011    | Finali GP2                    | Racing Engineering      | 2    | 1        | 1    | 1   | 1    | 13    | 1º   |
| 2012    | GP2 Series                    | Racing Engineering      | 24   | 0        | 1    | 2   | 6    | 152   | 7º   |
| 2013    | GP2 Series                    | Racing Engineering      | 22   | 3        | 1    | 1   | 7    | 201   | 1º   |

### Risultati in GP2 Series
(legenda) (Le gare in grassetto indicano la pole position) (Gare in corsivo indicano il giro più veloce)
| Anno | Team                    | 1           | 2          | 3           | 4           | 5          | 6          | 7           | 8           | 9          | 10          | 11         | 12          | 13          | 14         | 15          | 16          | 17          | 18         | 19          | 20         | 21        | 22        | 23        | 24        | Punti | Pos. |
| ---- | ----------------------- | ----------- | ---------- | ----------- | ----------- | ---------- | ---------- | ----------- | ----------- | ---------- | ----------- | ---------- | ----------- | ----------- | ---------- | ----------- | ----------- | ----------- | ---------- | ----------- | ---------- | --------- | --------- | --------- | --------- | ----- | ---- |
| 2010 | Ocean Racing Technology | ESP FEA 8   | ESP SPR 1  | MON FEA Rit | MON SPR 17  | TUR FEA 13 | TUR SPR 15 | VAL FEA Rit | VAL SPR Rit | GBR FEA 17 | GBR SPR 13  | GER FEA 21 | GER SPR Rit | HUN FEA Rit | HUN SPR 11 | BEL FEA 12  | BEL SPR Rit | ITA FEA Rit | ITA SPR NP | ABU FEA Rit | ABU SPR 15 |           |           |           |           | 8     | 19º  |
| 2011 | Rapax                   | TUR FEA Rit | TUR SPR 20 | ESP FEA 8   | ESP SPR 1   | MON FEA 9  | MON SPR 7  | VAL FEA Rit | VAL SPR 14  | GBR FEA 15 | GBR SPR 11  | GER FEA SQ | GER SPR 8   | HUN FEA 11  | HUN SPR 11 | BEL FEA Rit | BEL SPR Rit | ITA FEA 7   | ITA SPR 2  |             |            |           |           |           |           | 15    | 14º  |
| 2012 | Racing Engineering      | MYS FEA 4   | MYS SPR 6  | BHR1 FEA 7  | BHR1 SPR 12 | BHR2 FEA 2 | BHR2 SPR 8 | ESP FEA 12  | ESP SPR 11  | MON FEA 18 | MON SPR Rit | VAL FEA 4  | VAL SPR 3   | GBR FEA 14  | GBR SPR 9  | GER FEA 2   | GER SPR 4   | HUN FEA 9   | HUN SPR 14 | BEL FEA Rit | BEL SPR 5  | ITA FEA 5 | ITA SPR 2 | SGP FEA 3 | SGP SPR 3 | 152   | 7º   |
| 2013 | Racing Engineering      | MYS FEA 1   | MYS SPR 12 | BHR FEA 1   | BHR SPR 9   | ESP FEA 18 | ESP SPR 9  | MON FEA Rit | MON SPR 13  | GBR FEA 4  | GBR SPR 15  | GER FEA 4  | GER SPR 3   | HUN FEA 4   | HUN SPR 3  | BEL FEA 4   | BEL SPR 5   | ITA FEA 1   | ITA SPR 6  | SGP FEA 5   | SGP SPR 3  | ABU FEA 4 | ABU SPR 3 |           |           | 201   | 1º   |

### Risultati in GP2 Asia Series
(legenda) (Le gare in grassetto indicano la pole position) (Gare in corsivo indicano Gpv)
| Anno    | Team                    | 1           | 2            | 3            | 4            | 5           | 6           | 7            | 8           | Punti | Pos. |
| ------- | ----------------------- | ----------- | ------------ | ------------ | ------------ | ----------- | ----------- | ------------ | ----------- | ----- | ---- |
| 2009–10 | Ocean Racing Technology | ABU1 FEA 17 | ABU1 SPR Rit | ABU2 FEA Rit | ABU2 SPR Rit | BHR1 FEA 20 | BHR1 SPR 15 | BHR2 FEA Rit | BHR2 SPR NP | 0     | 31º  |
| 2011    | Rapax                   | ABU FEA 10  | ABU SPR 6    | ITA FEA 6    | ITA SPR 2    |             |             |              |             | 9     | 5º   |

### Formula E
| Anno    | Team          | Vettura               | 1   | 2   | 3   | 4   | 5   | 6   | 7   | 8   | 9   | 10     | 11      | Punti | Posizione |
| ------- | ------------- | --------------------- | --- | --- | --- | --- | --- | --- | --- | --- | --- | ------ | ------- | ----- | --------- |
| 2014-15 | Virgin Racing | Spark-Renault SRT 01E | PEC | PUT | PDE | BNA | MIA | LBH | MON | BER | MOS | LON 14 | LON Rit | 0     | 23º       |

## Risultati in Formula 1
| 2015 | Scuderia | Vettura |  |  |  |  |  |  |  |  |  |    |  |  |  |  |  |  |  |  |  |  |  |  |  |  | Punti | Pos. |
| ---- | -------- | ------- |  |  |  |  |  |  |  |  |  | -- |  |  |  |  |  |  |  |  |  |  |  |  |  |  | ----- | ---- |
| 2015 | Marussia | MR03B   |  |  |  |  |  |  |  |  |  | SP |  |  |  |  |  |  |  |  |  |  |  |  |  |  |       |      |

| Legenda | 1º posto     | 2º posto | 3º posto    | A punti         | Senza punti/Non class.  | Grassetto – Pole position Corsivo – Giro più veloce |
| Legenda | Squalificato | Ritirato | Non partito | Non qualificato | Solo prove/Terzo pilota | Grassetto – Pole position Corsivo – Giro più veloce |